# Kisbajcs
Kisbajcs es un pueblo húngaro perteneciente al distrito de Győr en el condado de Győr-Moson-Sopron, con una población en 2013 de 871 habitantes.
Se conoce su existencia desde 1252 con el nombre de "Baych". En un documento de 1357 consta que el pueblo era propiedad de la diócesis de Győr. En las guerras contra los turcos del siglo XVI, el lugar adquirió gran importancia para los nobles húngaros por su ubicación defensiva cerca del Danubio. El pueblo se desarrolló notablemente desde el siglo XVIII, pero fue destruido en su mayor parte por una inundación en 1954. El actual Kisbajcs se desarrolló sobre las ruinas de la localidad anterior a partir de 1959, cuando se estableció una cooperativa.
Se ubica unos 10 km al norte de la capital condal Győr, cerca de la frontera con Eslovaquia marcada por el Danubio.